# حوض زراعة

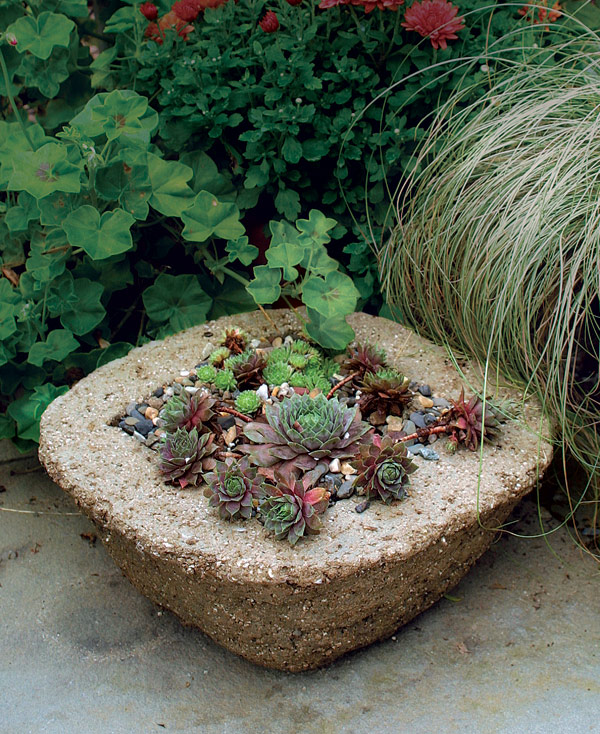
حوض زراعة.

أحواض الزراعة هي شكل من أشكال البستنة، التي تعبأ فيها التربة، ومن ثم تزرع فيها النباتات، بعد التسميد والري وإجرأت الزراعة التقليدية. والتي يمكن أن تكون بأي طول أو شكل. تربى التربة فوق التربة المحيطة (حوالي ست بوصات إلى ارتفاع الخصر) ، وأحياناً تكون محاطاً بإطار مصنوع من الخشب أو الحجر أو الخرسانة، ويمكن أن يُعبأ بالسماد.  تتوزع نباتات في الأحواض في أنماط هندسية، وتختلف عن الزراعة التقليدية بحيث تكون النباتات قربية جداً من بعضها البعض.